# . I :
. I : (pronunciato come One) è il dodicesimo album in studio del chitarrista statunitense John Frusciante, pubblicato nel 2023.

## Tracce
Side 1
1. Clank – 11:02
2. Sluice – 6:00

Side 2
1. Firpln – 13:49

Side 3
1. Unitiled – 7:38
2. OFD – 2:40

Side 4
1. Pyn – 6:03
2. MK 2.1 – 7:17